# عبدالله اشیری
ابومحمد عبدالله اشیری (؟ -۱۱۶۶م) فقیه، محدث و ادیب مغربی در سدهٔ ششم هجری بود که بیشتر در شام و مصر زیست.